# Don Juan (Richard Strauss)
Pour les articles homonymes, voir Don Juan (homonymie).
Don Juan op. 20 est un poème symphonique écrit par Richard Strauss en 1888-1889.
Chronologiquement, l'œuvre est l'une des premières pièces symphoniques du musicien, inaugurant une série de pièces symphoniques à programme (dont  Mort et transfiguration et Ainsi parlait Zarathoustra), qu'il compose bien avant ses opéras majeurs. Elle a été écrite un an après sa première rencontre avec Pauline de Ahna, qui deviendra sa femme en 1894.
La première eut lieu au théâtre de la Cour grand-ducale de Weimar le 11 novembre 1889 sous la direction du compositeur. L'œuvre du musicien qui venait d'atteindre ses 25 ans, a immédiatement un grand succès et fit l'objet d'éloges de la part du chef d'orchestre Hans von Bülow et de Cosima Wagner.
Cette musique reprend des vers de Nikolaus Lenau sur Don Juan dont des extraits figurent en exergue de la partition. L'œuvre littéraire resta inachevée, le poète sombrant peu après dans la folie.
L'œuvre est d'une seule pièce et son exécution dure environ un peu plus de quinze minutes. La première partie, joyeuse, décrit le caractère du héros. Le thème de la partie médiane, joué au hautbois, décrit une scène amoureuse. La troisième partie se termine par un long crescendo interrompu par un silence, symbolisant la mort de Don Juan.